# Ramon Ferrerons
Ramon Ferrerons Ruiz (nom de ploma: Ramon Ferrerons), nat a Barcelona el 24 d’octubre de 1951, és escriptor i historiador de formació autodidacta.
Va publicar els seus dos primers llibres el 1981: una biografia i una novel·la curta, que ja prefiguraven els dos eixos principals al voltant dels quals giraria la seva tasca en endavant: la literatura –narrativa, poesia...– i la història en el seu doble vessant de divulgació i recerca. Se’l coneix també com a lexicògraf, en especial per la redacció del Primer Diccionari General i Etimològic de la Llengua de Signes Catalana.

## Obres
Història (assaig i biografia)
- 1981. El Esquinazau. Perfil de un luchador. (Coautor. En castellà.) ISBN 9788485656226
- 1991. Huesca: la bolsa de Bielsa. (Coautor. En castellà.) ISBN 9788486978860
- 1995. Juan Pablo Bonet. I. Su tierra y su gente (1573-1607). (Coautor. En castellà.) ISBN 9788478202386
- 2014. La nena que no deia hola. (Coautor.) ISBN 9788461693306
- 2017. La niña que no decía hola. (Traducció al castellà.) ISBN 9788469774977
- 2018. Els treballs i els dies del mestre Gardeñes. ISBN 9781729364222
- 2019. Cants de balena per a sords. ISBN 9781703253580
- 2019. Clio fa unes cervesetes. Cròniques modernes de l’Edat Antiga. ISBN 9781070508054
- 2023. Clotet i les persones sordes. (Coautor.) ISBN 9788491365273

Novel·la
- 1981. La belada. (En castellà.) ISBN 9788401370939
- 1998. La destral i l’arrel. ISBN 9788483300091

Lingüística
- 2001. Els futbolistes del Barça i el seu àlies gestual. 100 anys de rebatejos per la comunitat sorda catalana. (Coautor. Inèdit)
- 2011. Primer Diccionari General i Etimològic de la Llengua de Signes Catalana, 2 vols. ISBN 9788499841137 (obra completa)
- 2017. 53 males maneres de riure's d'algú o posar-lo a parir en Llengua de Signes Catalana. (Coautor.) ISBN 9788461795611

## Premis[calcitació]
- 1975: II certamen literari Sagrera (primer premi de poesia) per Poemes a preu fet. (Inèdit.)
- 1981: Premi d'assaig Joaquín Costa. Unión Aragonesa del Libro (coautor. Finalista) per El Esquinazau. Perfil de un luchador
- 1981: I premi Treball de narrativa en castellà (primer premi) per La belada[2]
- 2004: Primer premi Fundació Illescat per la identificació del dibuix de Francisco de Goya Las cifras de la mano[3]
- 2018: XXII Premi de poesia Alella a Maria Oleart (menció especial) pel recull Vent que no xiula. (Inèdit.)